# Patrick Moenaert
Patrick Moenaert (Oudenburgo, 27 de marzo de 1949-Brujas, 15 de mayo de 2024) fue un politólogo y político belga. Fue alcalde de Brujas entre 1995 y 2012.

## Biografía
Moenaert fue uno de los tres hijos de Albert Moenaert (1919-2005), funcionario y periodista, y Paula Thienpondt (1921-2012). Después de sus estudios en el Colegio de Nuestra Señora de Ostende, donde cursó las asignaturas de latín y griego, estudió Ciencias Políticas y Sociales de la Universidad Católica de Lovaina. El 13 de julio de 1973 se casó con Marianne Jacobs. Tuvieron tres hijas: Elly, Fran y Liza.
Su carrera política comenzó en 1979 como secretario del gabinete del Ministro Daniel Coen. En 1982 fue elegido concejal en Brujas. Presidente de la CPAS de Brujas fue en 1988. En 1995 fue nombrado Alcalde de Brujas, en la sucesión de Fernand Bourdon, se desempeñó en el cargo hasta el año 2012, en que fue reemplazado por Renaat Landuyt.
Falleció el 15 de mayo de 2024 de un cáncer.